# Avenue Gustave Latinis
Pour les articles homonymes, voir Gustave et Latinis.
L'avenue Gustave Latinis (en néerlandais : Gustave Latinislaan) est une avenue bruxelloise de la commune de Schaerbeek qui va du carrefour du boulevard Lambermont et de la rue Guillaume Kennis pour revenir au boulevard Lambermont à hauteur de l'avenue Chazal en passant par la rue Armand de Roo, l'avenue des Glycines (église Sainte-Suzanne), l'avenue des Capucines, l'avenue des Héliotropes, l'avenue des Jacinthes, l'allée des Freesias, la rue des Pensées et l'avenue Charles Gilisquet. Elle fait partie du quartier des fleurs.
La numérotation des habitations va de 1 à 245 pour le côté impair et de 2 à 156 pour le côté pair.
Gustave Latinis est un ancien échevin schaerbeekois, né à Braine-le-Château le 28 février 1847 et décédé à Schaerbeek le 3 juillet 1925.

## Adresses notables
- no 50 : Église Sainte-Suzanne, classée en date du 27 mars 2003
- no 55 : ING Latinis
- no 94 : Basisschool van het Gemeenschapsonderwijs - Henri Conscience
- no 2 : Brasserie Cochaux